# Liste der Nummer-eins-Hits in der Schweiz (1980)
Dies ist eine Liste der Nummer-eins-Hits in der Schweiz im Jahr 1980. Sie basiert auf den Top 15 Singles der offiziellen Schweizer Hitparade. Es gab in diesem Jahr elf Nummer-eins-Singles.

## Singles
| ← 1979 ← | Liste der Nummer-eins-Hits in der Schweiz | Liste der Nummer-eins-Hits in der Schweiz | Liste der Nummer-eins-Hits in der Schweiz                   | 1981 →                    |
| \| Zeitraum \| Wo. ges. \| Interpret \| Titel Autor(en) \| Zusätzliche Informationen \| \| (Zeitraum, Wochen auf Platz eins, Interpret, Titel, Autor[en], zusätzliche Informationen) \| \| \| \| \| \| ----------------------------------------------------------------------------------------- \| -------- \| ----------------------- \| ----------------------------------------------------------- \| ------------------------- \| \| 23. Dezember 1979 – 19. Januar 1980 4 Wochen \| 4 \| Frank Duval & Orchestra \| Todesengel Uwe Frank Duval \| – \| \| 21. Januar 1980 – 2. Februar 1980 1 Woche \| 1 \| ABBA \| I Have a Dream Benny Goran Bror Andersson, Björn K. Ulvaeus \| – \| \| 3. Februar 1980 – 19. April 1980 11 Wochen \| 11 \| Pink Floyd \| Another Brick in the Wall (Part 2) Roger Waters \| – \| \| 20. April 1980 – 26. April 1980 1 Woche \| 1 \| Earth & Fire \| Weekend Gerard C. Koerts \| – \| \| 27. April 1980 – 14. Juni 1980 7 Wochen \| 7 \| Styx \| Boat on the River Tommy R. Shaw \| – \| \| 15. Juni 1980 – 2. August 1980 7 Wochen \| 7 \| Lipps, Inc. \| Funkytown Steven Phillip Greenberg \| – \| \| 3. August 1980 – 6. September 1980 5 Wochen \| 5 \| Collage \| Donna musica Angelo Valsiglio, Claudio Fontana, Piero Fazzi \| – \| \| 7. September 1980 – 1. November 1980 8 Wochen \| 8 \| Diana Ross \| Upside Down Bernard Edwards, Nile Gregory Rodgers \| – \| \| 2. November 1980 – 15. November 1980 2 Wochen \| 2 \| Stevie Wonder \| Master Blaster (Jammin’) Stevie Wonder \| – \| \| 16. November 1980 – 13. Dezember 1980 4 Wochen \| 4 \| Barbra Streisand \| Woman in Love Barry Alan Gibb, Robin Gibb \| – \| \| 14. Dezember 1980 – 17. Januar 1981 5 Wochen \| 5 \| Frank Duval & Orchestra \| Angel of Mine Musik: Uwe Frank Duval; Text: Kalina Maloyer \| – \| |                                           |                                           |                                                             |                           |
| ← 1979 |                                           |                                           |                                                             | → 1981 →                  |
| Zeitraum | Wo. ges.                                  | Interpret                                 | Titel Autor(en)                                             | Zusätzliche Informationen |
| (Zeitraum, Wochen auf Platz eins, Interpret, Titel, Autor[en], zusätzliche Informationen) |                                           |                                           |                                                             |                           |
| 23. Dezember 1979 – 19. Januar 1980 4 Wochen | 4                                         | Frank Duval & Orchestra                   | Todesengel Uwe Frank Duval                                  | –                         |
| 21. Januar 1980 – 2. Februar 1980 1 Woche | 1                                         | ABBA                                      | I Have a Dream Benny Goran Bror Andersson, Björn K. Ulvaeus | –                         |
| 3. Februar 1980 – 19. April 1980 11 Wochen | 11                                        | Pink Floyd                                | Another Brick in the Wall (Part 2) Roger Waters             | –                         |
| 20. April 1980 – 26. April 1980 1 Woche | 1                                         | Earth & Fire                              | Weekend Gerard C. Koerts                                    | –                         |
| 27. April 1980 – 14. Juni 1980 7 Wochen | 7                                         | Styx                                      | Boat on the River Tommy R. Shaw                             | –                         |
| 15. Juni 1980 – 2. August 1980 7 Wochen | 7                                         | Lipps, Inc.                               | Funkytown Steven Phillip Greenberg                          | –                         |
| 3. August 1980 – 6. September 1980 5 Wochen | 5                                         | Collage                                   | Donna musica Angelo Valsiglio, Claudio Fontana, Piero Fazzi | –                         |
| 7. September 1980 – 1. November 1980 8 Wochen | 8                                         | Diana Ross                                | Upside Down Bernard Edwards, Nile Gregory Rodgers           | –                         |
| 2. November 1980 – 15. November 1980 2 Wochen | 2                                         | Stevie Wonder                             | Master Blaster (Jammin’) Stevie Wonder                      | –                         |
| 16. November 1980 – 13. Dezember 1980 4 Wochen | 4                                         | Barbra Streisand                          | Woman in Love Barry Alan Gibb, Robin Gibb                   | –                         |
| 14. Dezember 1980 – 17. Januar 1981 5 Wochen | 5                                         | Frank Duval & Orchestra                   | Angel of Mine Musik: Uwe Frank Duval; Text: Kalina Maloyer  | –                         |

## Jahreshitparade
| ← 1979 ← | Liste der Nummer-eins-Hits in der Schweiz                                                                                       | Liste der Nummer-eins-Hits in der Schweiz | Liste der Nummer-eins-Hits in der Schweiz | 1981 →   |
| \| Position# \| Singles \| \| --------- \| ------------------------------------------------------------------------------------------------------------------------------- \| \| 1 \| Another Brick in the Wall (Part 2) Pink Floyd Roger Waters \| \| 2 \| Funkytown Lipps, Inc. Steven Phillip Greenberg \| \| 3 \| Boat on the River Styx Tommy R. Shaw \| \| 4 \| Upside Down Diana Ross Bernard Edwards, Nile Gregory Rodgers \| \| 5 \| Weekend Earth & Fire Gerard C. Koerts \| \| 6 \| Sun of Jamaica Goombay Dance Band Wolff-Eckehardt Stein, Wolfgang Jass \| \| 7 \| Xanadu Olivia Newton-John & ELO Jeffrey Lynne \| \| 8 \| Donna musica Collage Angelo Valsiglio, Claudio Fontana, Piero Fazzi \| \| 9 \| Call Me Blondie Musik: Giorgio G. Moroder; Text: Deborah Harry \| \| 10 \| Santa Maria Oliver Onions Musik: Guido De Angelis, Maurizio De Angelis; Text: Cesare de Natale, Leonie Gane, Susan Duncan Smith \| | |                                           |                                           |          |
| ← 1979 | |                                           |                                           | → 1981 → |
| Position# | Singles |                                           |                                           |          |
| 1 | Another Brick in the Wall (Part 2) Pink Floyd Roger Waters                                                                      |                                           |                                           |          |
| 2 | Funkytown Lipps, Inc. Steven Phillip Greenberg                                                                                  |                                           |                                           |          |
| 3 | Boat on the River Styx Tommy R. Shaw                                                                                            |                                           |                                           |          |
| 4 | Upside Down Diana Ross Bernard Edwards, Nile Gregory Rodgers                                                                    |                                           |                                           |          |
| 5 | Weekend Earth & Fire Gerard C. Koerts                                                                                           |                                           |                                           |          |
| 6 | Sun of Jamaica Goombay Dance Band Wolff-Eckehardt Stein, Wolfgang Jass                                                          |                                           |                                           |          |
| 7 | Xanadu Olivia Newton-John & ELO Jeffrey Lynne                                                                                   |                                           |                                           |          |
| 8 | Donna musica Collage Angelo Valsiglio, Claudio Fontana, Piero Fazzi                                                             |                                           |                                           |          |
| 9 | Call Me Blondie Musik: Giorgio G. Moroder; Text: Deborah Harry                                                                  |                                           |                                           |          |
| 10 | Santa Maria Oliver Onions Musik: Guido De Angelis, Maurizio De Angelis; Text: Cesare de Natale, Leonie Gane, Susan Duncan Smith |                                           |                                           |          |